# Нуб Сайбот
Нуб Сайбот (англ. Noob Saibot) — вымышленный игровой персонаж из серии Mortal Kombat. Впервые появился в Mortal Kombat II в качестве скрытого неиграбельного персонажа, его чёрный силуэт скопирован с других персонажей ниндзя.
Нуб Сайбот — порождение воли Саб-Зиро, поэтому между ними есть родственная связь.
Биография Нуб Сайбота не содержит подробностей в Mortal Kombat 3, Mortal Kombat 4 и обновлениях этих игр, его предысторию можно узнать только в Mortal Kombat: Deception, где была установлена его личность, как оригинального Саб-Зиро, который был убит Скорпионом на турнире «Смертельная битва» в первой игре Mortal Kombat 1992 года.

## Создание

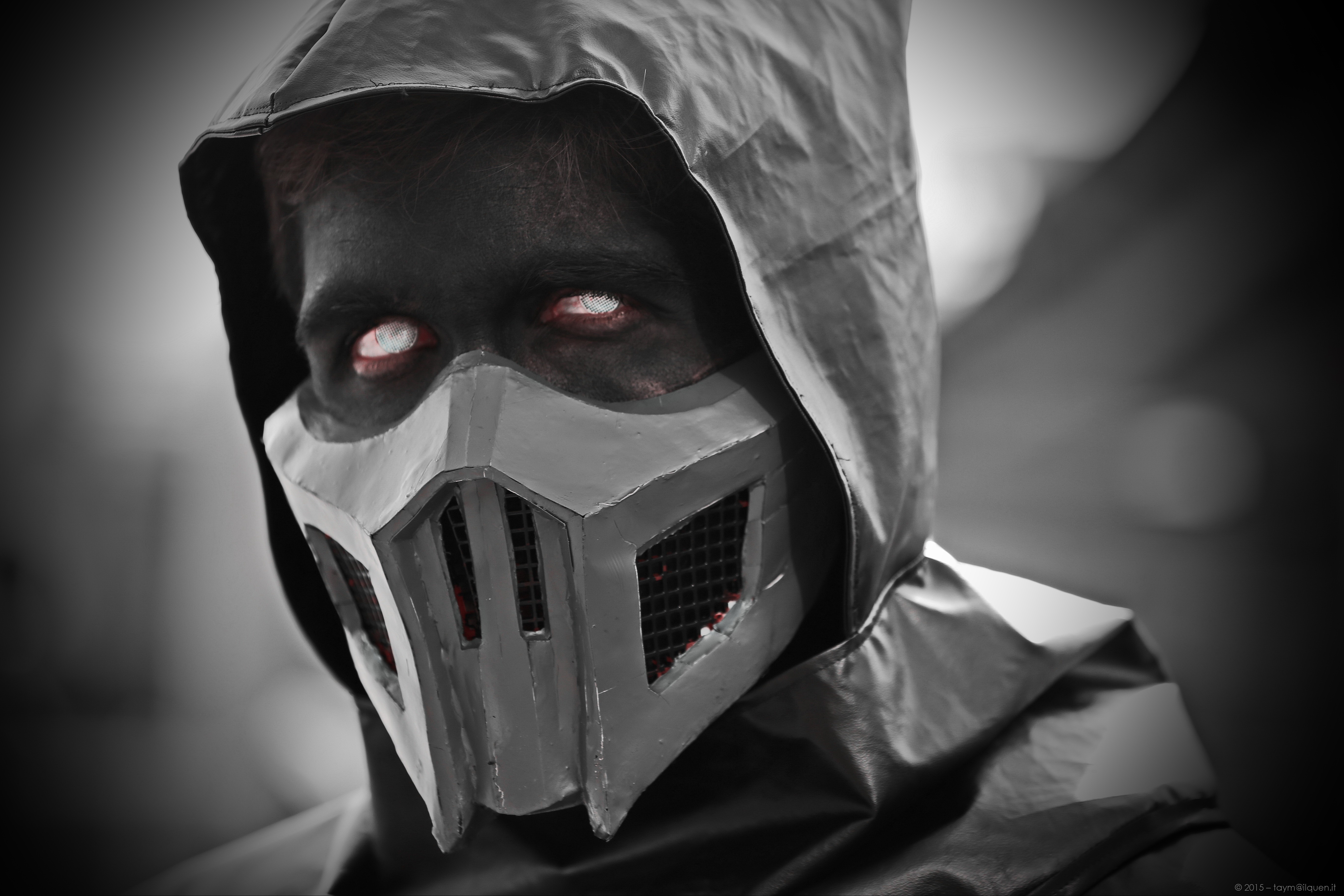
Косплей

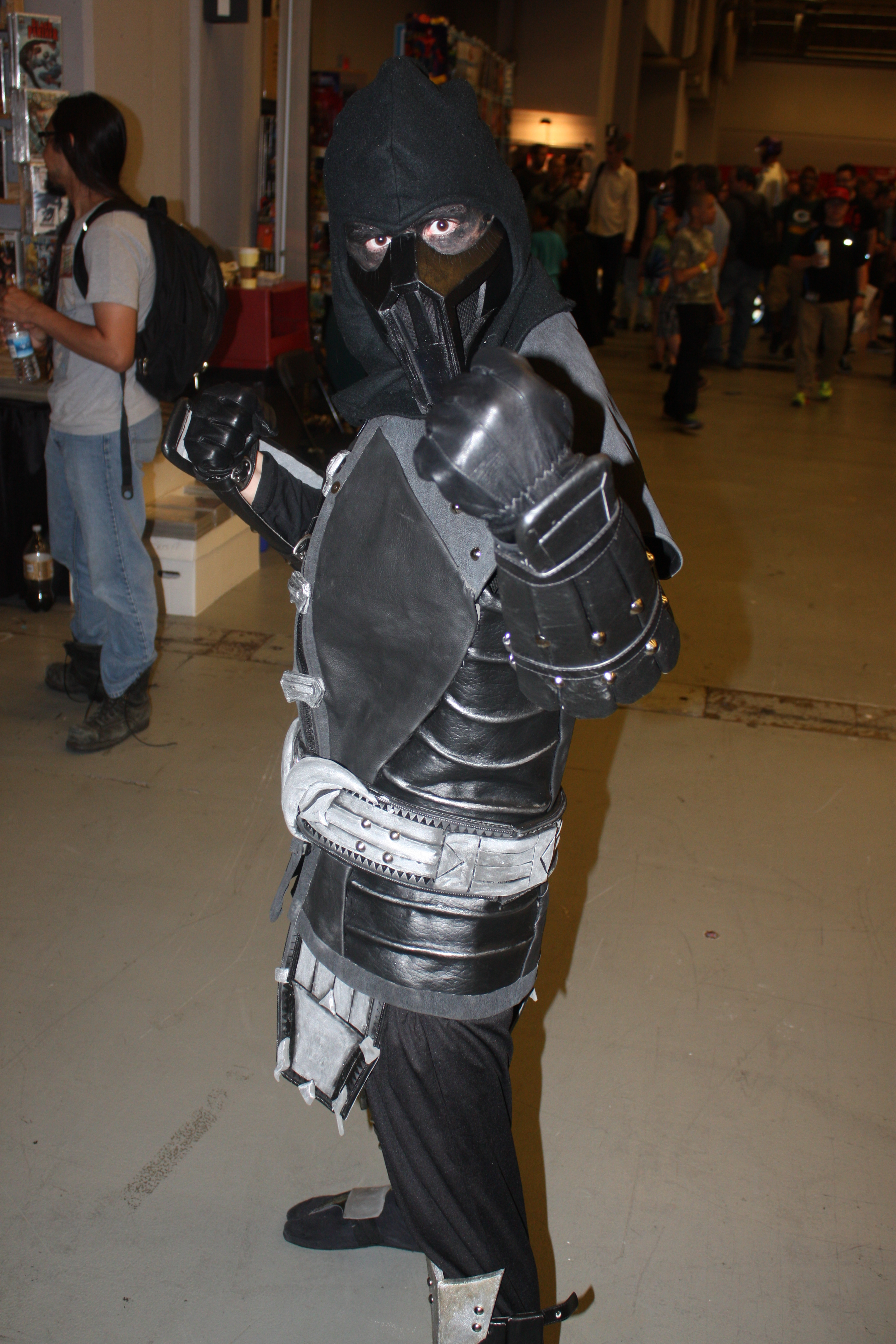
Косплей

Имя персонажа состоит из написанных в обратном порядке фамилий двух главных разработчиков игры — Эда Буна (Boon) и Джона Тобиаса (Tobias).
В отличие от Mortal Kombat II, в Mortal Kombat 3 он имеет не чёрный спрайт ниндзя, а перекрашенный спрайт Кано. Это вызвано тем, что в игре не было других ниндзя. Но в Ultimate Mortal Kombat 3 были возвращены ниндзя, и Нуб Сайбот получил соответствующий спрайт чёрного цвета.
В Ultimate Mortal Kombat 3 в выборе персонажей присутствует и Нуб Сайбот, и Саб-Зиро-старший, хотя по истории персонажей они оба — одна личность в разные промежутки времени.

## История

### Оригинальный Саб-Зиро
Нуб-Сайбот предстал как Саб-Зиро в оригинальной игре 1992 года Mortal Kombat, но был убит Скорпионом и перерождён в Преисподней, чтобы служить Шинноку и Братству Тени, хотя эти факты биографии раскрываются только в Mortal Kombat: Deception. Уже как Нуб Сайбот (его нынешняя форма) он впервые появляется в Mortal Kombat II в качестве скрытого противника. Его персонаж появляется также в домашних версиях Ultimate Mortal Kombat 3 и Mortal Kombat Trilogy.
История обоих братьев Саб-Зиро начинается в Китае. Их отец был одним из воинов клана наёмных убийц Лин Куэй, а мать была простой американской женщиной. Би-Хань (кит. 避寒, пиньинь Bìhán) был образцовым учеником в клане Лин Куэй и являлся единственным воином, сумевшему одолеть 4 Богов разных стихий. В Лин Куэй обучался со своим младшим братом по имени Куай Лян и лучшим воином клана. Однажды в клан к Грандмастеру пришёл колдун Куан Чи и попросил достать ему карту элементов, на поиски которой отправился Би-Хань. Достигнув места, он встретил другого воина — Ханзо Хасаши, также известного как Скорпион, воина из клана Ширай Рю. В битве Саб-Зиро побеждает и убивает Скорпиона. Вернувшись в клан, Би-Хань приносит колдуну карту. В награду за карту, колдун уничтожает вражеский клан Ширай Рю. После этого он отправляет Саб-Зиро за амулетом, указав его местоположение на карте. Саб-Зиро побеждает хранителей амулета — четырёх Богов, повелителей стихий и находит амулет. Но тут же появляется Куан Чи, забирает амулет прямо из под рук воина Лин Куэй, сказав, что амулет принадлежит его господину из Преисподней, лорду Шинноку, который теперь, с помощью этого амулета уничтожит Земное Царство. Саб-Зиро не поверил словам Куан Чи и назвал его «больным». Колдун ухмыльнулся и исчез… Вдруг появляется Бог Грома Райдэн который рассказывает воину Лин Куэй о силе, скрытой в этом амулете и посылает его в ад, чтобы исправить ошибку, которую он совершил. Там Саб-Зиро сталкивается с перерождённым, благодаря Куан Чи, Скорпионом, но побеждает его вновь. Затем воин через Мост Бессмертия достигает крепости Шиннока и там побеждает трёх убийц, которые служат у Куан Чи. Саб-Зиро пощадил только Сарину и не стал её убивать. Он нашёл убежище Куан Чи, а тот докладывает воину Лин Куэй о том, что единственная причина по которой Саб-Зиро может существовать в Преисподней — это тьма, которой помечена его душа. Он предложил Саб-Зиро присоединиться к Братству Тени, но воин Лин Куэй отказался и вступил в бой с колдуном. На исходе поединка появляется Сарина и наносит решающий удар. Куан Чи повержен. Внезапно появляется Шиннок и смертельно ранит Сарину. Би-Хань вступает в бой с Шинноком и побеждает его. Забрав амулет, Саб-Зиро отдаёт его Райдену, спросив, правда ли, что его душа проклята тьмой? Райдэн подтвердил слова Куан Чи, напоследок сказав, что человек сам управляет своей судьбой и Саб-Зиро всё ещё может изменить своё будущее.
Саб-Зиро возвращается в штаб Лин Куэй. Спустя время другой колдун, по имени Шан Цзун, приглашает Саб-Зиро поучаствовать в турнире под названием «Смертельная битва». На корабле колдуна, по пути на Остров Шан Цзуна, Саб-Зиро вновь встречает Скорпиона. Но в этот раз Скорпион побеждает и убивает старшего Саб-Зиро. Душа Би-Ханя, переполненная злом и осквернённая убийствами, отправляется в ад.

### Нуб Сайбот
После того, как Саб-Зиро попал в ад, Куан Чи и Шиннок приняли его в свой клан — Братство Тени, превратив бывшего криоманта в тёмного демона — Нуб Сайбота. Спустя время Куан Чи отправил Нуб Сайбота во Внешний Мир на службу к императору Шао Кану под прикрытием. И когда чемпион «Смертельной битвы» Лю Кан победил Шиннока и отправил его обратно в ад, Нуб Сайбот вновь вернулся к императору Шао Кану. Остатки армии императора терпели поражение в битве с армией Китаны и Шоканов. Поэтому Шао Кан отправил Нуб Сайбота незаметно поучаствовать в битве, устранив главнокомандующих враждебных армий. Тогда же, во время одной из битв между эденианцами, шоканами и внешнемирцами, Нуб Сайбот находит принца шоканов Горо и смертельно ранит его. Но когда демон собирается доложить о своём деле Шао Кану, то обнаруживает императора мёртвым. Бродя по лабиринтам крепости, он находит в одной из темниц киборга Смоука и перепрограммирует его на служение себе. Таким образом они объединяются и отправляются в ад, где случайно натыкаются на Куай Ляна — младшего брата. Би-Хань теперь не признаёт своего брата и пытается убить его, но Сарина спасает Саб-Зиро(Куай-Ляна)
. Нуб Сайбот и Смоук возвращаются к Куан Чи, вместе находят Сарину и узнают у неё о месте расположения дворца Лин Куэй. После того как Нуб Сайбот и Смоук захватили дворец Лин Куэй, Нуб Сайбот приказывает Смоуку сделать слуг из воинов Саб-Зиро, то есть сделать из них киборгов и перепрограммировать. Сам же Нуб Сайбот находит Саб-Зиро(Куай-Ляна), сражается со своим братом и побеждает его. Но тут появляется Смоук и докладывает Нуб Сайботу о вмешательстве полубога Тейвена, сына Аргуса, защитника Эдении. Тейвен находит Нуб Сайбота и побеждает его, а затем спасает Куай Ляна. После этого Саб-Зиро пытается очистить душу брата от зла, но не успевает довести дело до конца, ибо Армагеддон приблизился.
Нуб Сайботу удаётся сбежать от брата, и он вступает в битву в кратере Эдении и присоединяется к силам тьмы Куан Чи.
Согласно концовке Нуб Сайбота в Mortal Kombat: Armageddon, после поражения Блейза он остаётся один в охватившей его темноте. Две личности воюют между собой внутри него. Оба они в равной степени сильны, и, в конце концов, они сливаются в одну. В результате этого остаётся уже не Нуб Сайбот и не Би-Хань, а совершенно новая личность.

### Новая хронология
Братья Би-Хан и Куай Лиэнг были похищены у своих родителей воинами из клана Лин Куэй и воспитаны как преданные воины этого клана. Позднее Би-Хан, взявший себе имя «Саб-Зиро», смог сорвать коварные замыслы Шиннока и Куан Чи.
Впервые Би-Хан появляется в сюжете ещё в виде Саб-Зиро на десятом турнире Смертельная Битва. Вместе с двумя другими воинами из своего клана, Сектором и Сайраксом, он был нанят Шан Цзуном, чтобы сражаться за Внешний Мир и помочь выбить земных воинов из состязания. Сначала он сразился с Соней Блейд в Логове Горо, когда та искала Джакса, находящегося в заточении. Би-Хан этот поединок проиграл. После этого он сразился в бою против Скорпиона. Этот бой Би-Хан также проиграл. Райдэн, предвидя, что после своей гибели Би-Хан превратится в чудовищного воина-тень, пытался уговорить Скорпиона пощадить его, обещая в обмен, вернуть к жизни его клан и семью. Но некромант Куан Чи смог заставить Скорпиона убить Саб-Зиро, показав ему иллюзию уничтожения его клана и семьи Саб-Зиро старшим. Скорпион потерял контроль над собой и сжёг Саб-Зиро заживо. После этого он принёс его череп и позвоночник в Тронный зал Шан Цзуна как доказательство своей победы. Райдэн, глядя на останки воина, произнёс, что Би-Хан был героем, который когда-то помог спасти Земное Царство от Шиннока.
После окончания десятого турнира Смертельной Битвы и перед турниром во Внешнем Мире, Би-Хан был воскрешён Куан Чи, как воин тени, Нуб Сайбот. После этого он был назначен в помощь Шао Кану, когда тот продолжил свои попытки захватить Землю. Верный слуга и недавнее пополнение Братства Тени, Нуб Сайбот подчиняется Куан Чи и готов выполнить свою миссию до конца. Но на самом деле он всего лишь тянет время, чтобы дождаться удобного момента и начать исполнять собственные тёмные замыслы.
Первыми, кто столкнулся с ним, стали Лю Кан и Кун Лао, когда они пришли в Башню, чтобы спасти из плена принцессу Китану. Вместо Китаны их там ждали Нуб Сайбот, Шива и Горо. Кун Лао почувствовал в Нуб Сайботе, что-то знакомое, и попытался выяснить, кем он является, но воин-тень сбежал во время боя Кун Лао и Горо.
Нуб Сайбот присутствовал при воскрешении королевы Синдел Куан Чи. Позже Нуб Сайбот и Милина атаковали Кабала, когда тот пытался убить Шао Кана. Оба они были побеждены, и Кабал благополучно смог сбежать на Землю через портал.
Позже Нуб Сайбот помогал Куан Чи в создании огромного вихря из душ — Солнадо. Но как только он заметил Кибер Саб-Зиро, Нуб Сайбот пошёл сражаться с ним, предварительно получив предупреждение от Кано, что Кибер Саб-Зиро — предатель, работающий на сопротивление. Когда Нуб Сайбот и Кибер Саб-Зиро столкнулись, Нуб Сайбот раскрыл свою истинную личность и заявил, что Куай Лиэнг, недостоин носить титул «Саб-Зиро», и что они более не братья. В бою победу одержал Кибер Саб-Зиро, который сказал, что Нуб Сайбот был прав — они действительно больше не братья. Вскоре, после поединка с Кибер Саб-Зиро, Нуб Сайбот сразился с Ночным Волком, и был им выкинут в Солнадо, которое было уничтожено шаманом. Что произошло с Нуб Сайботом дальше, неизвестно.
Согласно словам Эда Буна в МК 2011 «Нуб» — это основной персонаж, а «Сайбот» — его теневой двойник.

## Особые приёмы

### Спецприёмы
- Шар тьмы (UMK3, MKT, MK (2011)) — Нуб бросает во врага теневое облако, которое временно лишает его возможности атаковать, и блокировать удары. В МК(2011) этот приём лишает врага только возможности защищаться.
- Теневая атака (UMK3, MKT, MK (2011)) — Нуб вызывает из тьмы своего двойника, и отправляет его атаковать врага. Если двойнику удастся застать врага врасплох, то он проведёт бросок, сделав противника беззащитным перед следующей атакой. В МК (2011) двойник просто валит врага на землю, проводя различные удары, подсечки. В этой игре также есть альтернативная версия теневой атаки — Нуб хватает врага за плечи, и удерживает его, а в это мгновение за спиной противника появляется двойник Нуба, хватает его, и, сквозь теневой портал, утаскивает в другое измерение, где наносит беззащитному врагу несколько ударов, после чего, сквозь ещё один портал, выбрасывает его, избитого, обратно в реальный мир, в то время как Нуб в нашем мире спокойно стоит, и смеётся над незадачливым противником.
- Телепортация с ударом (UMK3, MKT, MK4, MKG, MKA, MK (2011)) — Нуб сквозь портал проваливается под землю, потом появляется за спиной врага, и схватив его, вместе с ним, прыгает в ещё один портал, после чего падает с неба, и с силой бьёт врага головой об землю.
- Смерть с высоты (MKD) — активный боец дуэта Нуб-Смоук уходит с арены, второй с высоты наносит противнику удар ногой в прыжке.
- Тёмные тени (MKD) — активный боец дуэта Нуб-Смоук исчезает в облаке дыма, а второй, появившись за спиной врага, нанесёт ему мощный удар.
- Мы живые (MKD) — Нуб, и Смоук появляются на арене одновременно, и вместе наносят врагу сильный удар.
- Тёмные убийцы (MKD, MKA) — призванный Смоуком Нуб, появившись на арене, залпом бросает во врага пять сюрикенов. В МКА Нуб выполняет этот приём в одиночку.
- Тьма (MKD, MKA) — Нуб, по своему желанию, становится временно невидимым.
- Чёрная дыра (MKA, MK (2011)) — Нуб создаёт портал под ногами у противника, и если тот в него провалится, то упадёт сверху, и получит урон. В МК (2011) существует несколько разных вариаций этого приёма.
- Теневой удар коленом (MK (2011)) — из Нуба выпрыгивает двойник, и в воздухе проводит удар ногой. Это позволяет сбивать врагов, атакующих Нуба в прыжке.
- Теневой подкат (MK (2011)) — двойник Нуба, выпрыгнув из него, проводит подкат.

### X-Ray
- Снова вместе (MK (2011)) — Нуб призывает своего двойника, тот хватает врага сзади, и удерживает его, пока Нуб бьёт противника в лицо, ломая кости черепа, потом двойник бьёт ему коленом в спину, повреждая позвоночник, и внутренние органы, а затем сам Нуб наносит врагу резкий удар ногой в живот, отчего у оппонента начинается рвота на ногу Нуба.

### Добивания
- Разрушитель (MKT) — Нуб призывает теневое облако, которое обволакивает противника, поднимает его в воздух, и разрывает на части.
- Телепортация с ударами (MKT) — Нуб исчезает в портале, появляется за спиной противника, хватает его, и вместе с ним проваливается в очередной портал, потом падает сверху, и с силой бьёт врага об землю, до тех пор, пока того не разорвёт на куски.
- Град из сюрикенов (MK4(PC), MKD) — Нуб начинает быстро метать сюрикэны во врага, до тех пор пока они не покроют всё его тело, потом Нуб бросает последний сюрикен врагу прямо в лоб, после чего тот, мёртвый, падает на землю, в лужу собственной крови.
- Загадай желание (MK (2011)) — Нуб вызывает своего теневого двойника, вместе они хватают противника за ноги, и медленно разрывают его напополам.
- Как один (MK (2011)) — Нуб создаёт под ногами у врага портал, оттуда появляется его теневой двойник, и затаскивает его в портал, а когда из портала остаётся торчать только верхняя часть тела врага, Нуб резко закрывает портал, отсекая всю нижнюю часть тела противника, которая ползёт в сторону, истекая кровью, пока не умрёт.

### Анималити
- (MKT) — Нуб превращается в огромного муравьеда, и целиком засасывает противника.

### Френдшип
- (MKT) — Нуб решает поиграть в боулинг, в это время на другом конце арены появляются кегли, и Нуб, запустив в них шар, сбивает все, кроме двух. Потом на арене появляется Шао Кан, который насмешливо произносит: «Это было жалкое зрелище!».
- (МК11) — Из нуба появляются два двойника, нуб указывает им пальцем чтобы они начали крутить скакалку, и нуб начинает прыгать.

### Хара-Кири
- (MKD) — Нуб кидает сюрикены вверх, через несколько секунд они падают обратно, и вонзаются ему в голову.

### Бабалити
- (Mk(2011)) — превратившись в ребёнка, Нуб создаёт портал у себя над головой, а когда тот его засасывает, Нуб случайно создаёт ещё один портал точно под первым, и начинает бесконечно падать между двумя порталами

## Внешность
В Mortal Kombat II, где он появляется в качестве секретного персонажа, он является чёрным силуэтом любого другого ниндзя из игры. Его костюм не видно, только силуэт. В Ultimate Mortal Kombat 3 он выглядит точно также, однако, если Саб-Зиро заморозит его, то костюм можно будет различить.

## Критика и отзывы
- IGN отметил, что доступ к персонажу — 50 побед подряд, один из самых сложных «секретов» в Mortal Kombat II.[4]
- Нуб Сайбот вместе с другими мужчинами-ниндзя Mortal Kombat — Саб-Зиро, Скорпионом, Рептилией, Смоуком, Эрмаком, Рейном и Хамелеоном разделил 3-е место в рейтинге «Самых лучших перекрашенных персонажей компьютерных игр» сайта GamePro в 2009 году.